# Nan McDonald
Nan May McDonald (25 de diciembre de 1921–7 de enero de 1974) fue una poeta, editora australiana.

## Biografía
Aborigen de Eastwood (Nueva Gales del Sur), Nan concurrió al Hornsby Girls' High School, de 1934 a 1938, y luego estudió en la Universidad de Sídney (B.A. 1943). Trabajó como editora en Angus and Robertson, donde se especializó en la literatura australiana, con colegas como Alec Bolton, Beatrice Davis, y Douglas Stewart. En 1953, editó la anual Anthology of Australian Poetry. McDonald died of cancer on 7 de enero de 1974.

## Obra
- Pacific Sea (1947)
- The Lonely Fire, Sydney, Angus and Robertson, 1954
- The Lighthouse and Other Poems, Sydney, Angus and Robertson, 1959
- Selected Poems: Nan McDonald, Sydney, Angus and Robertson, 1969
- Burn to Billabong: Macdonald Clansfolk in Australia 1788-1988, Sydney, Portofino Design Group, 1988
- For Prisoners: An Unpublished Poem, Canberra, Brindabella Press, 1995